# Rezerwat przyrody Młodno
Młodno – torfowiskowy rezerwat przyrody w województwie lubuskim, w powiecie słubickim, w gminie Cybinka.
Obszar rezerwatu objęty jest ochroną czynną.
Rezerwat położony jest w granicach specjalnego obszaru ochrony siedlisk „Torfowisko Młodno” PLH080005 sieci Natura 2000.

## Podstawa prawna
Nr rej. woj. – 34

### Data i akt prawny obejmujący rezerwat ochroną
Zarządzenie Ministra Ochrony Środowiska i Zasobów Naturalnych z dnia 18 stycznia 1988 r. w sprawie uznania za rezerwaty przyrody (M.P. z 1988 r. nr 5, poz. 48).

## Położenie
Woj. lubuskie, obszar położony w granicach administracyjnych powiatu słubickiego, gm. Cybinka, obrębu ewidencyjnego m. Rąpice (dz. nr: 2654 – 50,91 ha, 2655 – 42,00 ha) w zarządzie Nadleśnictwa Cybinka.

## Właściciel, zarządzający
Skarb Państwa, Nadleśnictwo Cybinka

## Powierzchnia pod ochroną
92,91 ha

## Opis przedmiotu poddanego ochronie
Obszar rezerwatu zajmuje ponad 3/4 powierzchni płytkiej niecki pojeziornej, otoczonej rozległym kompleksem lasów sosnowych. Centralna podtopiona część niecki stanowi pozostałość zbiornika wodnego. Zachowały się jeszcze zbiorowiska oczeretowe tworzone głównie przez trzcinę i pałkę szerokolistną, jednak dominują zbiorowiska szuwarowe. Około 1/4 rezerwatu zajmują zarośla wierzbowe, miejscami z udziałem brzozy oraz zadrzewienia olszowe w wieku 20–30 lat. Cała niecka wypełniona jest osadami organicznymi, których miąższość przekracza 8 m. Lista stwierdzonych gatunków flory obejmuje 203 taksony, flora mszaków obejmuje 25 gatunków, w tym 2 gatunki reliktowe. Wyróżniono 46 gatunki ptaków gniazdujących na terenie rezerwatu, np.: potrzos, zięba, świerszczak, kszyk, pierwiosnek, piecuszek, pokląskwa, kapturka, żuraw.

## Cel ochrony
Zachowanie torfowiska niskiego i fragmentu łąk z charakterystycznymi zespołami roślinnymi oraz stanowisk chronionych gatunków roślin i zwierząt.

## Plan ochrony
Zarządzenie Nr 33/2012 Regionalnego Dyrektora Ochrony Środowiska w Gorzowie Wielkopolskim z dnia 29 sierpnia 2012 r. w sprawie ustanowienia planu ochrony dla rezerwatu przyrody „Młodno” (Dz. Urz. Województwa Lubuskiego poz. 1610)